# Сити-филд
Сити-филд (англ. Citi Field) — бейсбольный стадион, расположенный в парке Флашинг-Медоус в Куинсе (Нью-Йорк). Стадион был построен в 2009 году и является домашней ареной клуба Главной лиги бейсбола «Нью-Йорк Метс». «Сити-филд» был построен в качестве замены «Шей-стейдиума», построенного в 1964 году. Дизайн проекта был разработан архитектурным бюро HOK Sport, а права на название были куплены нью-йоркским финансовым конгломератом Citigroup.
Первая игра на «Сити-филд» прошла 29 марта 2009 года, когда на стадионе встретились две студенческие бейсбольные команды — Сент-Джонс и Джорджтаун. «Метс» сыграли здесь первые две игры 3 и 4 апреля против клуба «Бостон Ред Сокс» в рамках благотворительных выставочных матчей. Первую официальную игру «Метс» провели здесь 13 апреля 2009 года против «Сан-Диего Падрес». В 2013 году на стадионе прошёл матч всех звёзд МЛБ.

## Права на название
13 ноября 2006 года было объявлено, что стадион будет называться «Сити-филд» в честь компании Citigroup. Согласно договору, компания на протяжении последующих 20 лет будет выплачивать ежегодно по 20 млн долларов. Кроме того, в контракте есть пункт, согласно которому любая из сторон может продлить контракт до 40 лет, таким образом, права на название этого стадиона стали самыми дорогими в истории спортивных сооружений. Ещё в начале строительства стадиона было объявлено, что главный вход, спроектированный наподобие старого бруклинского «Эббетс-филд», будет носить имя «Ротунда Джеки Робинсона».